# 성녀 카테리나의 집

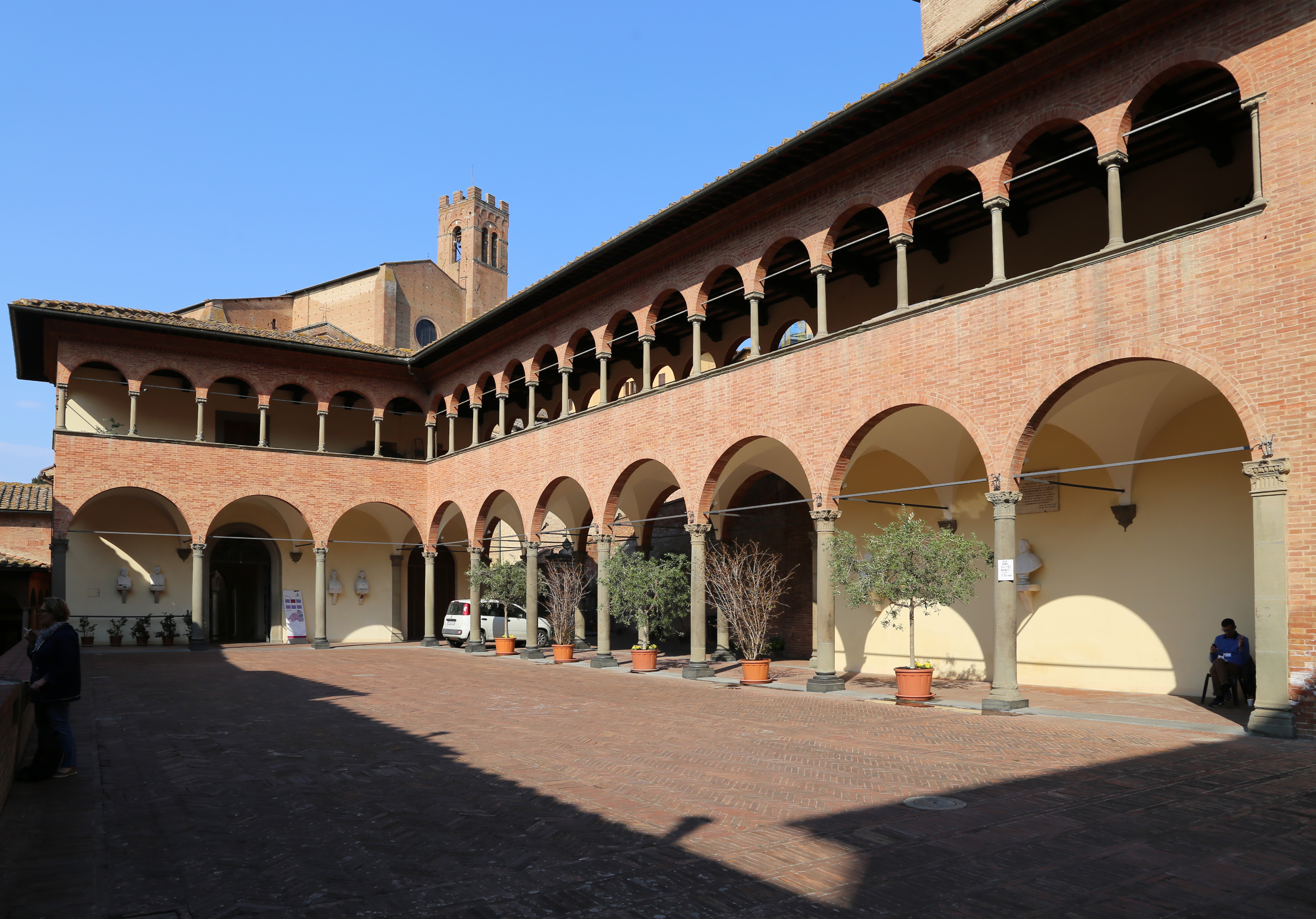
성녀 카테리나의 집

성녀 카테리나의 집(Santuario di Santa Caterina)은 이탈리아 시에나에 있는 카테리나의 집으로, "카테리나 베닌카사"라는 이름으로 16세까지 살던 집이다. 1466년 성지로 지정되었다.